# Селянська думка
«Селянська думка» — тижневик у Бердичеві 1918—1919 років. Редактор — Б. Ржепецький. Газета згадується у Докладі про загальне становище на Київщині комісара Київської губернії, складеному в Вінниці в жовтні 1919, як така, що друкується місцевими силами та розповсюджується в Бердичівському повіті (за весь час біля 30 000 примірників).
Сучасна дослідниця Світлана Кравченко в статті Українські автори часопису “Biuletyn Polsko-Ukraiński” (Варшава 1932-38 рр.), посилаючись на книгу Наталії Сидоренко «Задротяне життя» українських часописів на чужині (1919—1924)», вказує, що в цьому тижневику в 1919 році працював Іван Липовецький, журналіст і активний діяч українських визвольних змагань ХХ ст.
Повітова газета з аналогічною назвою, заснована Подільською Селянською Спілкою, виходила з 16 серпня 1917 року в Таращі, згадується, що газета висвітлювала погроми, вчинені червоноармійцями проти інтелігенції, робітників, євреїв та соціалістів. Краєзнавиця й музейна працівниця Марія Юзлова в огляді української преси Київщини періоду 1917-1921 рр. стверджує, що «Селянська думка» з'явилась як зразок спеціалізованої сільської преси пізніше за видання, спрямовані на міське населення та інтелігенцію, в 1918 році. Крім Таращі та Бердичева місцем видання газети з назвою «Селянська думка» називають також Вінницю.